# Balla Riana Emma
Balla Riana Emma (Miskolc, 2011 –) magyar gyerekszínész.

## Pályája
Balla Riana Emma három év alatt több mint 80 versenyen vett részt, különböző kategóriákban (zeneművészet, filmművészet, színházművészet), hazai, nemzetközi és világszinten is. A versenyek jelentős részét megnyerte, de a többin is dobogós helyezést ért el. 2021-ben kiemelkedő eredménye a Golden Classical Music Awards világverseny, ahol debütáló koncertlehetőséget nyert a New York-i Carnegie Hall 2023-as szezonjában. Számos zenei díj mellett immáron 32-szeresen díjazott színésznővé lépett elő. 2020-ban a Los Angeles Film Awards a Legjobb fiatal színésznő díjával jutalmazta a Breakdown című filmben nyújtott alakításáért. 2020-ban a floridai American Golden Picture Nemzetközi Filmfesztiválon legjobb gyerekszínésznőnek választották. 2022-ben a rangos Best Actor & Director Awards (New York) a legjobb gyerekszereplőnek választotta, és platina díjjal tüntette ki. Számos, női főszereplőnek járó díjat nyert felnőtt kategóriában is, például a Rianás (Rift) című filmben nyújtott alakításáért.

### Filmművészet
A filmezés terén hazai és amerikai produkciókban is láthatjuk őt, fő- és mellékszerepekben. Találkozhattunk vele a The Alienist – Angel of Darkness amerikai sorozatban (2020), valamint a Defekt játékfilmben, a 2023/2024-as évben pedig a Borderlands című amerikai mozifilmben, a Jack Ryan amerikai sorozatban, illetve a Frightime, a Curtis élete, a Cinquecento jövője, az Arkangyal Egyes, 1242 – A nyugat kapujában  és a Rianás filmekben lesz látható. Utóbbit ő maga írta, érdekessége pedig, hogy a film duplán akadálymentesített. Olyan világhírű színészekkel dolgozott együtt, mint Jamie Lee Curtis, Cate Blanchett, Haley Benett, Luke Evans, Daniel Brühl vagy épp Nina Ross. Eli Roth, a Borderlands rendezője mellett Jamie Lee Curtis, Haley Benett és Joe Wright rendező is elismerően nyilatkozott róla. Rendkívül tehetségesnek tartják, nagy jövőt jósolnak neki. A Bujtor István Filmfesztiválon filmes alkotóként és jelöltként is részt vett 2020-ban. 2021-ben a Magyar Mozgókép Fesztivál hívta meg a Defekt mint jelölést kapott film egyik főszereplőjeként. 2022-ben a Bujtor István Filmfesztiválon elnyerte a legjobb gyerekszínésznek járó szakmai díjat.

### Színház
Balla Riana Emma már több színházi szerepet tudhat maga mögött. Dolgozott a Miskolci Nemzeti Színházban, fellépett a Hunyadi László operában kis Hunyadi Mátyásként, a Budapesti Operettszínházban az Isten pénze című darabban, a Zikkurat Ügynökségtől megkapta a Táltosasszony szerepét az István a király iskolába megy rockoperában, a Heart Társulat a Marilyn Monroe-előadásához kérte fel kis Marilynnek, valamint a Montázs Egyesület Alice csodaországban-előadásában Alice-t játszotta.

### Előadó-művészet
Balla Riana Emma 2019-ben, csupán hétévesen a valaha volt legfiatalabbként nyert felvételt Peller Károly és Szabó Szilvia operettkurzusára. Ezután számos színpadon, rendezvényen, gálán megmutatta magát előadóművészként, az ország különböző városaiban. Ebben az időszakban kérte fel a Miskolci Szimfonikus Zenekar is közös előadásra, ahol közel 2000 ember előtt énekelt szimfonikus kísérettel. Dolgozott már együtt a 100 Tagú Cigányzenekarból kivált híres prímással, Salasovics Norberttel és zenekarával, valamint közös fellépést terveznek a világhírű hegedűművésszel, Roby Lakatossal. Előadóművészként legfőképp operett/operaáriákkal szórakoztatja a nagyérdeműt, de repertoárjában megtalálhatóak a musicalek és az örökzöld slágerek is. Megfordult többek között operettgálákon Várpalotán, Balatonalmádiban a Hungarikum fesztiválon, Sólyon, Szikszón, a nemzetközi Cake De La Cake-en, Budapesten, Balatonszemesen, Kisgyőrben, Emődön, Sárorpatakon és Miskolcon is. Jövőre[mikor?] Németországban, Olaszországban és Amerikában is lehetősége nyílik koncertet adni. Kiemelt célkitűzése az operett műfaj népszerűsítése a fiatal generáció körében.

### Az operett népszerűsítése a fiatal generációk körében
Balla Riana Emma kezdetben a saját örömére kezdett el az operettel foglalkozni. Rendkívül tetszett neki a műfaj vidámsága, hangzásvilága és szórakoztatósága. A versenyek, fellépések videóit feltöltötte a YouTube-csatornájára, és egyre több szülőtől kapott levelet, hogy a gyermekeik operettdarabokat kezdtek hallgatni pusztán azért, mert látták Riana videóit, és tőle szívesebben hallgatták, lévén ő maga is gyermek. Innen jött az ötlet, hogy szeretné az operett műfaját népszerűsíteni a fiatal generáció körében itthon és külföldön egyaránt. Videói között német és olasz nyelven találunk felvételeket, és hamarosan francia és angol nyelvű darabok is bemutatásra kerülnek.

### Karitatív tevékenység
Balla Riana Emma szociális érzékenysége korán megmutatkozott. 2019-ben saját kérésére felkeresték a Ronald McDonalds Házat, hogy a beteg gyermekeket zenés-mesés koncerttel örvendeztethesse meg. Részt vett már jótékonysági koncerten óvodai felújításért, emellett segédkezik a Zsófi Reményvár Egyesületnek, ahol szintén jótékonysági koncerteket ad, valamint játékokat gyűjt beteg gyerekeknek. Tagja a németországi Csodacsoportnak is, ahol szintén beteg gyerekeket segített. De vett már részt Budapesten egy nagyszabású jótékonysági akcióban, melyben 1000 db pizzát osztottak szét Budapest különböző pontjain a Pizza D’ORO akció keretén belül hajlék nélküli embereknek.

### Rift / Rianáskisjátékfilm mint saját alkotása
Balla Riana Emma legújabb kisjátékfilmje a Rianás, melynek történetét és a forgatókönyv java részét ő maga írta. Riana 2019 óta ír forgatókönyvszerű írásokat, melyek vegyes műfajúak. Mivel Riana Emma filmszerepei javarészt drámai és thriller műfajúak, nem meglepő az ilyen stílusú történet tőle. A film független film, ezért alacsony költségvetésből készült. A film különlegessége, hogy kétszeresen akadálymentesített, amivel a fogyatékkal élőknek kívánt kedvezni. A kezdeményezés egyedülálló, a készítők tudomása szerint nem volt még példa arra, hogy a film gyártásakor már elkészüljenek az akadálymentes verziók – úgy érzik, hogy a fogyatékkel élőknek is ugyanúgy jár a szórakoztató filmfogyasztás élménye.
2020 óta a RIANA EMMA BALLA Management és az Origo Art művésze.

## Színházi szerepei
| Évjárat | Színdarab címe                             | Színház                  | Szerep                  |
| ------- | ------------------------------------------ | ------------------------ | ----------------------- |
| 2021    | István, a király (Iskolába megy) rockopera | Zikkurat Ügynökség       | Táltosasszony           |
| 2020    | Marilyn Monroe                             | Heart Társulat           | Marilyn Monroe (gyerek) |
| 2020    | Isten pénze                                | Budapesti Operettszínház | Szegény kislány         |
| 2019    | Hunyadi László – opera                     | Miskolci Nemzeti Színház | Hunyadi Mátyás (gyerek) |
| 2018    | Alice Csodaországban                       | Montázs Egyesület        | Alice                   |

## Filmográfia
|  | Évjárat | Filmcím                                 | Műfaj              | Gyártó ország                                   |
|  | ------- | --------------------------------------- | ------------------ | ----------------------------------------------- |
|  | 2023    | 1242 – A nyugat kapujában               | nagyjátékfilm/mozi | Egyesült Királyság–Mongólia–Kanada–Magyarország |
|  | 2023    | Jack Ryan 3                             | sorozat            | USA                                             |
|  | 2023    | Borderlands                             | nagyjátékfilm/mozi | USA                                             |
|  | 2022    | Rift                                    | játékfilm          | Magyarország                                    |
|  | 2022    | The Siege                               | nagyjátékfilm/mozi | Magyarország                                    |
|  | 2021    | FrighTime                               | játékfilm          | Magyarország                                    |
|  | 2020    | Gyerünk Tubicám                         | karanténfilm       | Magyarország                                    |
|  | 2020    | The Alianist – Angel of darkness 2 évad | sorozat            | USA                                             |
|  | 2019    | Defekt                                  | játékfilm          | Magyarország                                    |

## Nemzetközi filmdíjak
| Évjárat | Film               | Díj                                      | Filmfesztivál                                       |
| ------- | ------------------ | ---------------------------------------- | --------------------------------------------------- |
| 2023    | Rift / Rianás      | Best Actress                             | Titan International Film Awards                     |
| 2023    | Rift / Rianás      | Best Young Actress – Award of Excellence | Vegas Movie Awards / Las Vegas                      |
| 2023    | Rift / Rianás      | Best Young Actress                       | Los Angeles Cinematography Awards                   |
| 2023    | Rift/ Rianás       | Best Young Actor                         | New Jersey Film Awards                              |
| 2022    | Rift / Rianás      | Best Woman Filmmaker                     | Sweden Film Awards                                  |
| 2022    | Rift / Rianás      | Best Actress                             | Sweden Film Awards                                  |
| 2022    | Rift / Rianás      | Best Script Writer Short Film            | Bhutan International Short Film Festival            |
| 2022    | Rift / Rianás      | Best Child Actress                       | Bhutan International Short Film Festival            |
| 2022    | Rift / Rianás      | Best Actress                             | Magib Film Festival                                 |
| 2022    | Rift / Rianás      | Best Young Actress                       | Hollywood Academy Film Awards                       |
| 2022    | Rift / Rianás      | Best Actress                             | Knight Of The Reel Awards                           |
| 2022    | Rift / Rianás      | Best Young Actress                       | Istanbul Film Awards                                |
| 2022    | Rift / Rianás      | Best Screenplay                          | Tieté International Film Awards                     |
| 2022    | Rift / Rianás      | Best Actress                             | World Cinema Awards                                 |
| 2022    | Rift / Rianás      | Platinum – Best Child Actress            | Best Actor & Director Awards / New York             |
| 2022    | Rift / Rianás      | Best Actress                             | Chicago Cinema Awards / Chicago                     |
| 2022    | Rift / Rianás      | Best Lead Cast – Female                  | International Motion & Picture Awards / Kanada      |
| 2022    | Rift / Rianás      | Best Young Actress                       | Artist’s Choice Awards / Los Angeles                |
| 2022    | Rift / Rianás      | Best Actress                             | Dreamz Catcher International Film Festival          |
| 2022    | Rift / Rianás      | Best Actress                             | Royal Society of Television & Motion Picture Awards |
| 2022    | Rift / Rianás      | Best Actress                             | Golden Horse International Film Festival            |
| 2022    | Rift / Rianás      | Best Actress                             | Gangtok International Film Festival                 |
| 2022    | Rift / Rianás      | Best Actress                             | International World Film Awards                     |
| 2022    | Rift / Rianás      | Best Actress                             | Cuckoo International Film Awards                    |
| 2022    | Rift / Rianás      | Best Actress                             | Golden Lion International Film Festival             |
| 2022    | Rift / Rianás      | Best Actress                             | Art Film Awards                                     |
| 2022    | Rift / Rianás      | Best Actress                             | Future Of Film Awards                               |
| 2022    | Rift / Rianás      | Best Actress                             | Athvikvaruni International Film Festival            |
| 2022    | Rift / Rianás      | Best Child Actress                       | Bujtor István Film Festival                         |
| 2020    | Breakdown / Defekt | Best Young Actress                       | Los Angeles Film Awards / Los Angeles               |
| 2020    | Breakdown / Defekt | Best Child Actress                       | American Golden Picture IFF / Florida               |

## Nemzetközi zenei díjak
| Évjárat | Zenei díj                                | Műfaj   | Helyezés                     |
| ------- | ---------------------------------------- | ------- | ---------------------------- |
| 2021    | Colden Classical Music Awards – New York | operett | first prize winner / győztes |
| 2021    | Super Cup – Spain                        | operett | first prize winner / győztes |